# Meer en Vaart-arrest
Meer en Vaart (HR 1 februari 1972, ECLI:NL:HR:1972:AB3369) is een op 1 februari 1972 door de Nederlandse Hoge Raad gewezen arrest, dat betrekking heeft op de vereiste motivering van een strafrechtelijk vonnis of arrest. Het type bewijsverweer als in deze zaak is in de literatuur bekend komen te staan onder de naam Meer en Vaart-verweer.

## Feiten en procesverloop
Op 15 mei 1970 vond een botsing tussen twee auto's plaats op de Meer en Vaart, ter hoogte van de kruising met een weg die eveneens Meer en Vaart heette, in de Amsterdamse wijk Osdorp. De kruisende wegen hadden beide gescheiden rijbanen met een tussenliggende berm. Aan verdachte, die uit de richting Ookmeerweg kwam, werd ten laste gelegd dat hij bij nadering van de kruising geen voorrang had verleend aan de bestuurder die voor hem van rechts kwam.
Verdachte verweerde zich met de stelling dat hij bezig was zijn auto ter hoogte van de middenberm van de kruisende weg tot stilstand te brengen, om daarmee vrije doorgang te verlenen aan verkeer van rechts. De bestuurder van rechts zou echter zijn bocht naar links te kort hebben gemaakt, waardoor deze buiten het kruisingsvlak met verdachte in botsing kwam.
Bij mondeling vonnis van de kantonrechter kreeg de verdachte een geldboete opgelegd, omdat hij geen voorrang zou hebben verleend aan een auto van rechts. Na vernietiging van dit vonnis heeft de rechtbank opnieuw een geldboete opgelegd ter zake van overtreding van artikel 41 van het Reglement verkeersregels en verkeerstekens 1966. Verdachte stelde beroep in cassatie in bij de Hoge Raad.

## Hoge Raad
Het cassatiemiddel stelde:

dat uit de bewijsmiddelen niet kan worden afgeleid dat requirant de doorgang voor de voor hem van rechts komende auto niet zou hebben vrijgelaten.

De Hoge Raad casseerde omdat de bewezenverklaring niet met voldoende redenen was omkleed.
De feitenrechter had namelijk een «met de inhoud van de bewijsmiddelen niet strijdig verweer in het midden gelaten, zodat een met de bewezenverklaring onverenigbare mogelijkheid is opengebleven.»

## Meer en Vaart-verweer
Naar aanleiding van dit arrest is in de jurisprudentie een leerstuk ontwikkeld dat wordt aangeduid als Meer en Vaart-verweer. Een geslaagd beroep valt te herkennen aan de kenmerkende formulering: "Het verweer dat... vindt geen weerlegging in de bewijsmiddelen."
Er is sprake van een Meer en Vaart-verweer als de inhoud van de bewijsmiddelen, in het licht van het gevoerde niet met de inhoud van de bewijsmiddelen strijdige verweer, meer mogelijkheden openlaat dan hetgeen bewezen is verklaard. Een Meer en Vaart-verweer vormt daardoor een uitzondering op de hoofdregel dat verweren met betrekking tot de feiten weerlegd worden door de bewijsmiddelen en daardoor geen motivering behoeven. Doordat er bij een Meer en Vaart-verweer een mogelijkheid openblijft die in strijd is met de bewezenverklaring, maar niet met de bewijsmiddelen, vraagt dit type verweer om een specifieke motivering als het weerlegd wordt. Niet elk alternatief scenario valt echter onder een Meer en Vaart-verweer. Indien de verdediging zulk een alternatief scenario niet staaft zal het slechts gaan om een theoretisch alternatief dat door de bewijsmiddelen weerlegd kan worden. De verdediging moet het verweer daarom uitdrukkelijk onderbouwen, de Hoge Raad heeft echter beslist "dat met betrekking tot dergelijke verweren betrekkelijk snel voldaan kan zijn aan de eis dat het desbetreffende standpunt uitdrukkelijk moet zijn onderbouwd." Indien dit het geval is, zal de rechter, indien deze het verweer niet aanvaardt, uitdrukkelijk en gemotiveerd moeten beslissen.

### Voorbeelden
Straatroof of geintje? Meer en Vaart-verweer:

Het verweer hield in dat verdachte en zijn mededaders niet het oogmerk hadden aangever te beroven doch hem bij wijze van grap alleen bang wilden maken.
De juistheid hiervan is door het hof in het midden gelaten. Nu dit verweer niet strijdt met de bewijsmiddelen is de met de bewezenverklaring onverenigbare mogelijkheid open gebleven dat het oogmerk van wederrechtelijke toe-eigening ontbreekt. [LJN: BH1502, HR 24-03-2009]

Geen verzekering? Meer en Vaart-verweer:

Nu het hof de juistheid van een met de inhoud van het gebezigde bewijsmiddel niet strijdige stelling in het midden heeft gelaten, is de met de bewezenverklaring onverenigbare mogelijkheid opengebleven dat op het in de bewezenverklaring genoemde tijdstip voor de onderhavige auto een verzekering overeenkomstig de WAM was gesloten en in stand gehouden. De bewezenverklaring is dus niet naar de eis der wet met redenen omkleed. [LJN: BC1332, HR 22-01-2008]